# Rückenbehaarung

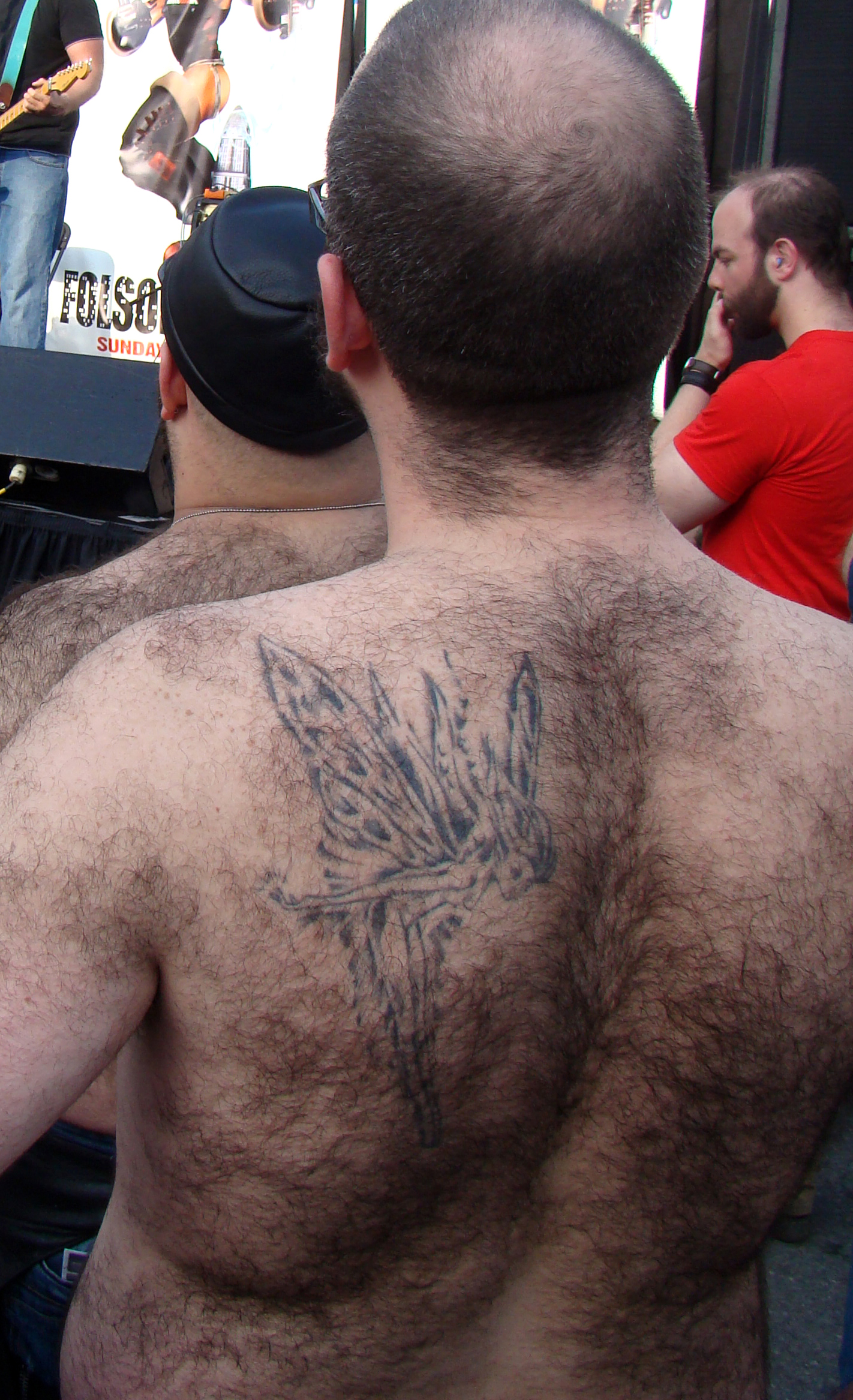
Behaarter Rücken mit Tätowierung.

Als Rückenbehaarung wird vorwiegend bei Männern auftretender Haarwuchs auf dem Rücken bezeichnet. Sie ist Teil der Körperbehaarung und somit ein sekundäres Geschlechtsmerkmal.

## Entstehung
Rückenbehaarung tritt ähnlich wie Brustbehaarung meist erst postpubertär (zwischen 20 und 30 Jahren) auf und kann mit dem Alter zunehmen. Dabei wird durch den ansteigenden Androgenspiegel Vellushaar in Terminalhaar umgewandelt. Der natürliche Haarwuchs ist nicht mit pathologischer Hypertrichose zu verwechseln.

## Soziale Aspekte
Zuweilen wird Rückenbehaarung als unästhetisch empfunden, weshalb eine Enthaarung erwünscht sein kann. Zur Enthaarung mittels Nassrasur werden von der Industrie ergonomische Verlängerungen produziert, mit denen sich der Betroffene selbst am Rücken rasieren kann. Es gibt jedoch auch Frauen und Männer, welche Rückenbehaarung als männlich und schön ansehen, z. B. die Subkultur der Bear Community.